# Franck Riester
Franck Riester (París, 3 de gener de 1974) és un polític francès.
Va ser membre de l'Assemblea Nacional de França de 2007 a 2018. Va representar el departament de Sena i Marne. És un antic membre dels Republicans, anteriorment conegut com a Unió per a un Moviment Popular. Va fundar i actualment dirigeix el partit Agir. Riester va sortir de l'armari el 2011, el primer ministre francès a fer-ho. Va ser nomenat ministre de Cultura en el govern d'Édouard Philippe el 16 d'octubre de 2018.
En el nou govern Jean Castex (3 de juliol de 2020) ha estat nomenat ministre delegat encarregat del Comerç Exterior i de l'Atractivitat, depenent del Ministre d'Europa i d'Afers Estrangers.